# 调试
是发现和减少计算机程序、软件或软体系统中程序错误的一个过程。
调试包括互动式调试、控制流程分析、单元测试、集成测试、日志文件分析、在应用程序或系统监视器的监控、内存转储以及性能分析。许多编程语言和软件开发工具还提供了用于辅助调试的程序，称为调试工具。

## 偵錯的基本步骤
- 发现程序错误的存在。
- 以隔离、消除的方式对错误进行定位。
- 确定错误产生的原因。
- 提出纠正错误的解决办法。
- 对程序错误予以改正或重构，重新测试。